# Robert Christian Avé-Lallemant

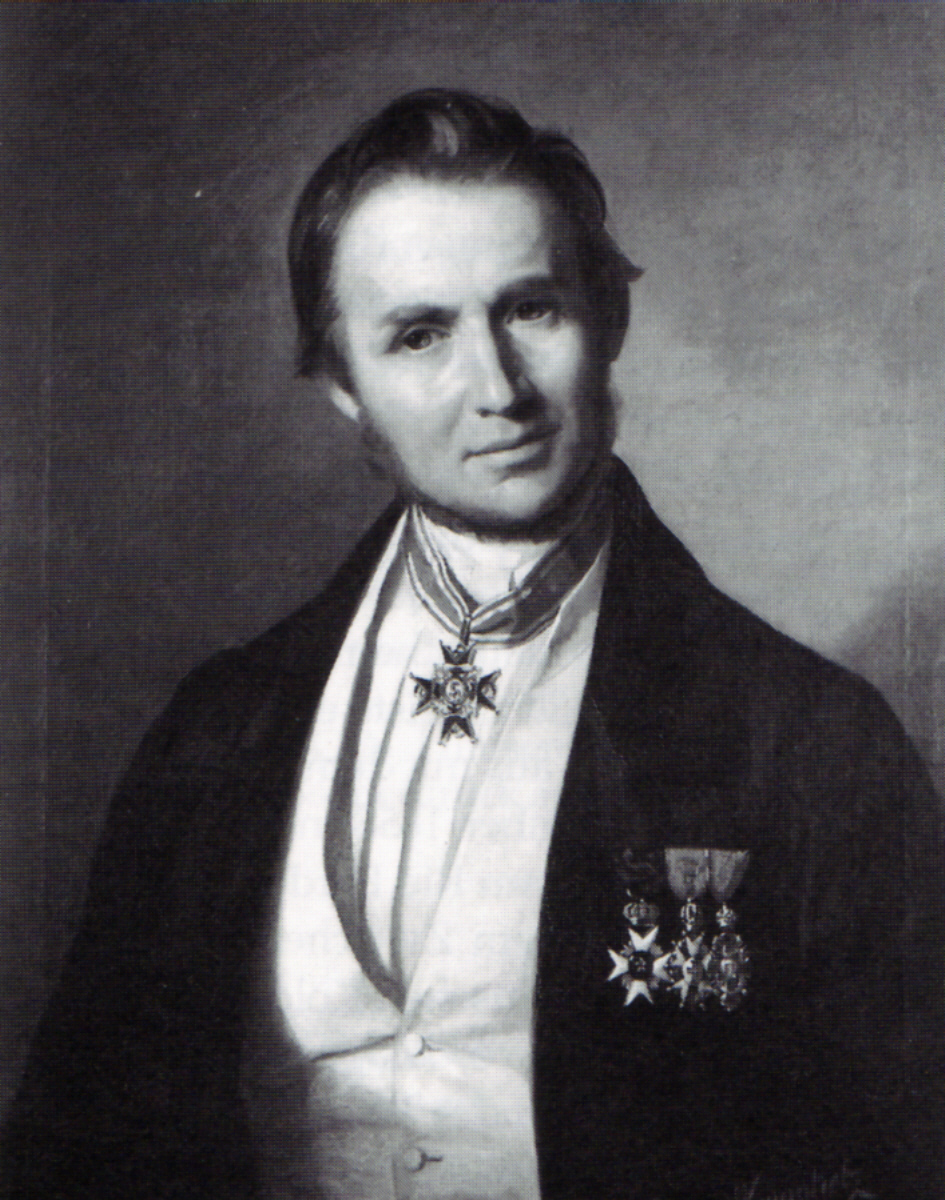
Robert Christian Avé-Lallemant, porträtterad av Ferdinand Krumholz.

Robert Christian Barthold Avé-Lallemant, född den 25 juli 1812 i Lübeck, död där den 10 oktober 1884, var en tysk läkare. Han var bror till Theodor och Friedrich Christian Avé-Lallemant.
Avé-Lallemant vistades länge i Brasilien och utgav om detta land Reise durch Süd-Brasilien (1859) och Reise durch Nord-Brasilien (1860). Han utgav även bland annat en mycket spridd broschyr om gula febern (översatt till svenska 1862 av Carl Leche). 